# Camps End
Camps End is een dorp in het Engelse graafschap Cambridgeshire. Het dorp ligt in het district South Cambridgeshire en telt ca. 80 inwoners.